# 위승호
위승호(魏昇鎬, 1959년 ~ )는 대한민국 육군 중장으로서 제42대 국방대학교 총장과 국방부 국방정책실장을 역임하고, 현재 육군 정책연구관이다. 본관은 장흥이고, 전라남도 장흥군 출신이다.

## 학력
- 장흥초등학교 (62회)
- 장흥중학교 (28회)
- 장흥고등학교 (27회)
- 육군사관학교 토목공학과 학사 (38기)
- 육군공병학교 졸업
- 육군방공포병학교 졸업
- 공군방공포병학교 위탁교육반 졸업
- 육군포병학교 졸업
- 육군보병학교 졸업
- 서울대학교 안보최고경영자과정

## 생애
장흥 위씨 36세손이며 판서공파이다.
1959년 전라남도 장흥군 유치면 단산리에서 태어났다.
육군사관학교 38기로 입교해 1982년 임관했다.
중령 시절 합동참모본부 전략기획본부 군사전략과 전략기획 담당관(2001.12~2003.12), 합동참모본부 대북군사업무담당관(2003.12~2004.12)을 역임했다.
대령으로 진급해 육군 제72보병사단 제202보병연대장(2005.06~2006.12), 2008년 11월 준장으로 진급하였고 합참 전략기획본부 전략기획차장(2008.11~2011.04)을 역임했다.
2011년 소장으로 진급, 육군 제36보병사단장(2011.04~2013.04)이 됐다.
2013년 4월 합참으로 돌아와 신연합방위추진단 단장(2013.04~2014.10)을 역임했다.
2014년 10월 중장으로 진급하여 2017년 1월까지 제42대 국방대학교 총장을 지냈다.
2017년 1월 국방부 정책실장에 취임했다. 주한미군 사드(THAAD·고고도 미사일방어체계) 발사대 4기 반입 보고 누락 사건으로 6월에 육군 정책연구관으로 전보되었다.